# Pierre Claver Malgo
Pierre Claver Malgo (* 14. September 1954 in Dimistènga) ist ein burkinischer Geistlicher und römisch-katholischer Bischof von Fada N’Gourma.

## Leben
Pierre Claver Malgo empfing am 7. Juli 1984 das Sakrament der Priesterweihe für das Bistum Koupéla.
Am 11. Februar 2012 ernannte ihn Papst Benedikt XVI. zum Bischof von Fada N’Gourma. Der Erzbischof von Koupéla, Séraphin François Rouamba, spendete ihm am 12. Mai desselben Jahres die Bischofsweihe; Mitkonsekratoren waren der Erzbischof von Bobo-Dioulasso, Paul Yemboaro Ouédraogo, und der Bischof von Banfora, Lucas Kalfa Sanon.